# ナンゴロ・ムブンバ
ナンゴロ・ムブンバ（英語: Nangolo Mbumba, 1941年8月15日 - ）は、ナミビアの政治家。2024年2月4日に大統領であったハーゲ・ガインゴブの死去に伴い、2018年より副大統領だったムブンバが大統領に就任し、残り約1年間の任期を務めた。
副大統領と兼任のまま、2018年から2024年までナミビア大学学長も務めていた。2024年11月に実施される大統領選挙には立候補せず、ガインコブと共に副大統領のネトゥンボ・ナンディ＝ンダイトワを立候補者に指名した。

## 略歴
オシコト州オルコンダ出身。1971年に米国の南コネチカット州立大学を理学士号を取得し、卒業。1973年にコネチカット大学で生物学の修士号を取得した。
1978年に米国を離れ、アンゴラのクアンザ・スル州にあるナミビア教育センターで科学部長として働き始めた。1985年に帰国後、教育省副長官に任命され、SWAPOに入党。その後もサム・ヌジョマの秘書として働き、1994年3月1日にウォルビスベイがナミビアに返還された際も交渉者として尽力した。1993年以来、ムブンバは国民議会（下院）議員を務め、数々の大臣職を歴任してきた。ムブンバは2012年のSWAPOの党大会で、党内序列3位の事務総長に選出された。同氏はウトニ・ヌジョマの244票に対し352票で勝利し、選挙前に当選したら大臣の職を辞任すると約束した。
2012年12月4日、議会後の内閣改造でイマヌエル・ガツィゼコが後任の安全保障大臣となった。2018年に副大統領のニッキー・イヤンボ健康不良を理由に解任されると、ガインゴブ大統領（当時）によって、後任の副大統領に任命された。
2024年1月24日にガインゴブ大統領ががん治療で渡米した際、大統領代行を務めた。2024年2月4日、ガインコブ大統領の死後、大統領官邸でピーター・シヴデ最高裁判所長官によって、ムブンバの大統領昇格への就任宣誓式が行われた。ガインゴブ大統領の任期満了日であった2025年3月21日まで、大統領を務める。